# Brachyllus lassallei
Brachyllus lassallei är en skalbaggsart som beskrevs av Keith 2010. Brachyllus lassallei ingår i släktet Brachyllus och familjen Melolonthidae. Inga underarter finns listade.